# Humedal Cajón del Río Claro y Estero Piduco
El humedal Cajón del Río Claro y Estero Piduco es un área natural que se forma en la comuna chilena de Talca, región del Maule. Se ubica en las zonas ribereñas de los dos principales cursos de agua de la ciudad: el río Claro y el estero Piduco.
Consta de 348,41 hectáreas, divididas principalmente en los ecosistemas de ambos cuerpos de agua y fue declarado como humedal urbano en noviembre de 2024.

## Ubicación
Se ubica a lo largo de la trayectoria del río Claro y el estero Piduco, según lo planteado por el Ministerio de Medio Ambiente.
En el caso del estero Piduco, el humedal se limita principalmente a sus orillas, especialmente durante su trayecto por enmedio de Talca. Ocasionalmente se ensancha para cubrir una área mayor. El río Claro mantiene dicha tendencia, siendo más ancho en lugares donde su llanura de inundación es mayor, como el denominado sector del Bajo.
El estero Piduco cruza por enmedio de Talca en dirección nor-poniente, desembocando en el Claro. Este último recorre de norte a sur el sector poniente de la ciudad, encontrándose fuera de los límites del radio urbano de la ciudad.

## Ecología y Biodiversidad
El humedal bajo cuenta con diversos sectores, es un espacio ecológico para visitar de manera turística, y, al mismo tiempo, ayuda a amortiguar la crisis climática ya que es reconocido como uno de los pulmones verde de la ciudad de Talca.
En el humedal es posible encontrar espacios para observar aves, caminar por senderos delimitados e incluso hacer ciclismo. 
Se constituye por zonas inundables, áreas con vegetación y espacios con aguas estancadas. 

## Flora
El sector es conocido por su gran diversidad en especies vegetales, dentro de las que se pueden encontrar espinos, aromos, maitenes, quintrales, sauces, quillayes, moras, entre otros. 

## Fauna
Estudios han señalado la presencia de aproximadamente 17 especies vasculares acuáticas y palustres, 66 especies de aves, 4 especies de anfibios y 4 de reptiles. Destacando especies endémicas del territorio.
Entre las más relevantes se encuentran coipos, jilgueros y pájaros carpinteros.

## Ecosistema Acuático
El humedal alberga cuerpos de agua, en los cuales encontramos una cantidad de diversidad biológica de gran importancia para la vida silvestre y el ecosistema local.

## Conservación
La conservación del humedal y las medidas tomadas para protegerlo comenzaron el 2020 cuando la propia comunidad decidió involucrarse a través de distintas organizaciones, las cuales cuentan con autorización del Municipio de Talca para cuidar este espacio, especialmente en la zona sur-poniente de Talca, en el sector reconocido como El Bajo.Estas organizaciones realizan instancias de monitoreo, señalizan para la protección de la flora y fauna, organizan instancias de limpieza de senderos y otros espacios, entre otros.
A finales de noviembre del año 2024 fue declarado Humedal urbano por el Ministerio de Medio Ambiente, con el fin de evitar la intervención humana

## Amenazas
Este espacio se ve constantemente amenazado por la contaminación que dejan las personas que visitan el lugar y por los desperdicios que acarrea el Río Claro. Además esta zona ha sido constantemente utilizada para la extracción de áridos y como vertedero clandestino.  

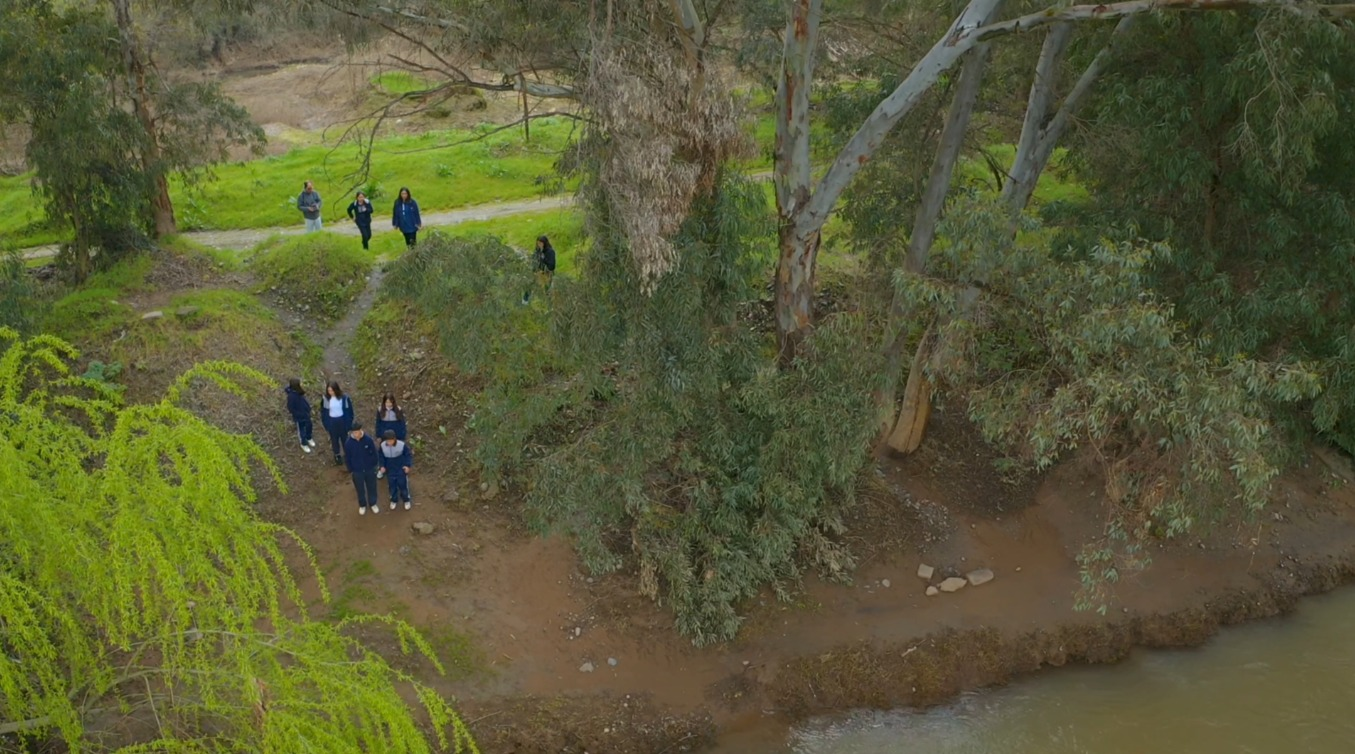
Intervención de la Escuela «La Florida» de Talca

## Importancia cultural y desafíos
El humedal no solo es un ecosistema de gran valor ecológico, sino que también despierta un profundo interés y compromiso cultural en la comunidad local.   
En este contexto, diversas instituciones educacionales, como escuelas y universidades, han iniciado proyectos destinados a conocer, rescatar y difundir el valor patrimonial y cultural inmaterial de este humedal urbano proyectando talleres ecológicos para la comunidad, con el fin de sumarse a las distintas agrupaciones que promueven la iniciativa.  